# Ruesnes
Ruesnes é uma comuna francesa na região administrativa de Altos da França, no departamento do Norte. Estende-se por uma área de 6.75 km². Em 2010 a comuna tinha 466 habitantes (densidade: 69 hab./km²).